# Longipterygidae
Longipterygidae — родина енанціорнісових птахів, що існувала у крейдяному періоді (125–120 млн років тому). Всі викопні зразки представників родини відомі з пластів формувань Jiufotang і Yixian у Китаї.

## Опис
Представники родини характеризуються подовженим дзьобом із зубами на кінчиках щелеп. Також вони мали незвичайно довгий пігостиль. Нижні кінцівки були призначені для сидіння на деревах.

## Спосіб життя
Вважається, що ці птахи полювали на рибу і вели спосіб життя подібний до сучасних рибалочок.

## Таксономія
Філогенетична кладограма на основі досліджень O'Connor, Gao and Chiappe (2010a).
|  | Longipteryx                                                  |
|  |                                                              |
|  | Shanweiniao                                                  |
|  |                                                              |
|  | \| \| Rapaxavis \| \| \| \| \| \| Longirostravis \| \| \| \| |
|  |                                                              |
|  | Rapaxavis                                                    |
|  |                                                              |
|  | Longirostravis                                               |
|  |                                                              |

|  | Rapaxavis      |
|  |                |
|  | Longirostravis |
|  |                |

Кладограма на основі філогенетичного аналізу Li et al (2012):
|  | Longipteryx |
|  |             |
|  | Shanweiniao |
|  |             |

|  | Longirostravis |
|  |                |
|  | Shengjingornis |
|  |                |

|  | Longipteryx |
|  |             |
|  | Shanweiniao |
|  |             |

|  | Longirostravis |
|  |                |
|  | Shengjingornis |
|  |                |